# 馬氏橙額鸚鵡
，紐西蘭特有的小型鸚鵡。其名字易與中美洲的橙額鸚哥（Aratinga canicularis）相混淆，但此種在IUCN紅色名錄內列為極危物種，估計野外個體總數不多於50頭。
有很長的一段時間，橙額鸚鵡被認為是分佈較廣的黃額鸚鵡（Cyanoramphus auriceps）的一個亞種，但近年的研究已証明此鳥為一獨立品種。目前生活在紐西蘭南島的假山毛櫸（Nothofagus）林內，雖然牠們在人類登錄前可能有更多樣的棲息地。原生林的大量砍伐導致牠們失去築巢的地方，過度放牧使賴以為食的矮灌木林消失殆盡，外來物種如老鼠、白鼬及貓等也往往威脅到牠們的性命。

## 外部連結
- 有關橙額鸚鵡的短片